# Reduktionsäquivalent
Reduktionsäquivalent ist eine Maßeinheit zur Quantifizierung des Reduktionsvermögens von Reduktionsmitteln. Als ein Reduktionsäquivalent bezeichnet man 1 Mol Elektronen, die bei Redoxreaktionen entweder direkt oder in Form von Wasserstoff übertragen werden.
Die Quantifizierung von Reduktionsmitteln ist für Redoxreaktionen bei Lebewesen von Bedeutung. Hierbei werden mehrere Redoxreaktionen durch Stoffe verbunden, die als Elektronenüberträger wirken. Von besonderer Bedeutung ist dies bei der Atmungskette, bei der Phototrophie und bei Assimilationsreaktionen. Drei Typen von Elektronenüberträgern, die nach Aufnahme von Elektronen als Reduktionsmittel wirken, spielen dabei eine Rolle:
- Überträger von reinen Elektronen. Beispiele: Cytochrome und Ferredoxine. Je Molekül wird ein Elektron übertragen. Im reduzierten Zustand entspricht ein Mol des Elektronenüberträgers also einem Reduktionsäquivalent.
- Überträger von Elektronen in Form von Wasserstoffatomen. Beispiele: Flavinadenindinukleotid (FAD) und Chinone wie beispielsweise Ubichinon (UQ). Je Molekül werden zwei Wasserstoffatome übertragen. Im reduzierten Zustand (FADH2 beziehungsweise UQH2) entspricht ein Mol also zwei Reduktionsäquivalenten.
- Überträger von reinen Elektronen und Wasserstoffatomen zugleich. Beispiele: Nikotinamidadenindinukleotid (NAD, oxidierter Zustand: NAD+, reduzierter Zustand: NADH). Im reduzierten Zustand entspricht ein Mol also zwei Reduktionsäquivalenten.

Häufig werden Reduktionsäquivalente vereinfacht als [H] dargestellt.
Im allgemeinen Sprachgebrauch in der Biochemie und Biologie werden – etwas ungenau – die Reduktionsmittel selbst als Reduktionsäquivalente bezeichnet.